# Postling
Postling is een civil parish in het bestuurlijke gebied Folkestone & Hythe, in het Engelse graafschap Kent met 206 inwoners.